# 秋山幸一
秋山 幸一（あきやま こういち、1924年（大正13年）3月31日 - 2006年（平成18年）4月29日）は、日本の政治家。山梨県韮崎市長。

## 経歴
山梨県出身。円野青年学校卒。韮崎市議会議員2期を経て、1979年（昭和54年）から山梨県議会議員に4選する。県議時代は無所属から自由民主党に所属した。1987年（昭和62年）12月、県議会副議長に就任。1994年（平成6年）韮崎市長に就任し、1期務めた。1998年の市長選挙に再選を目指したが、元市議会議長の小野修一に敗れた。2006年死去。